# Skønhed
Skønhed forstås i almindelighed som en egenskab ved en ting, som sanses (specielt med synet og hørelsen), og som behager og opløfter sindet hos den, der sanser. Sådanne ting kan for eksempel være et menneske, et landskab, en solnedgang, et maleri eller et musikstykke.
Det modsatte begreb er "grimhed" eller ”hæslighed”.

## Skønhed som noget objektivt
Historisk set har man diskuteret skønhed siden antikken. I antikkens Grækenland blev skønhed set i sammenhæng med og sideordnet med "det gode". En græsk helt var både smuk og god. Aristoteles så en sammenhæng mellem skønhed og dyd og argumenterede for, at "dyd sigter mod skønhed".
Indtil 1700-tallet blev skønhed betragtet som en objektiv egenskab ved den smukke ting. Man forsøgte at bestemme, hvad der var det væsentlige ved alle smukke ting. Denne ”klassiske” opfattelse definerede blandt andet skønhed ud fra proportionerne mellem den smukke ting som et hele og tingens dele. Der skulle desuden være de rette proportioner mellem delene indbyrdes, således at de tilsammen danner et harmonisk hele. Ifølge denne opfattelse afhænger et menneskelegemes skønhed altså af de rette proportioner mellem de forskellige dele af legemet og deres forhold til hele legemet.
Denne opfattelse havde eksempelvis den danske billedhugger Bertel Thorvaldsen (1770-1844). Han stræbte i sin kunst efter at skildre den ideale menneskekrop, hvilket blandt andet ses i hans statue ”Venus”. Med sin velproportionerede og harmoniske krop er Venus et billede på skønhedens ideale form. Efter hende er opkaldt udtrykket ”Venusmål” – målene for den perfekte kvindekrop.
Et problem ved denne opfattelse er, at det er vanskeligt at give en generel og detaljeret beskrivelse af, hvad der menes med ”harmoni mellem delene”. Et uklart begreb (skønhed) bliver således defineret ved et andet uklart begreb (harmoni), og så er man ikke blevet meget klogere.
Der har alligevel været gjort nogle forsøg på at opstille ”love for skønhed” (for eksempel det gyldne snit). Den tyske filosof Alexander Baumgarten så ”lovene for skønhed” i analogi med naturens love. Han mente, at de kunne findes gennem en videnskabelig undersøgelse. Hans resultater har dog ikke været overbevisende for eftertiden.

## Skønhed som noget subjektivt
Forsøgene på at opstille objektive love for skønhed, som alle kan blive enige om, har hidtil slået fejl. Mange indtager derfor det modsatte standpunkt og siger, at skønhed udelukkende er noget subjektivt. En definition af skønhed kan således være ”det der behager subjektet” eller ”det der ser godt ud eller lyder godt for det enkelte menneske”. Jævnfør ordsproget ”Skønhed er i betragterens øje.”  Ideen om skønhed som noget objektivt er efter 1700 gradvist blevet afløst af en mere subjektiv skønhedsopfattelse.
Det kan iagttages, at skønhedsidealer skifter fra periode til periode og fra kultur til kultur. Det ses f.eks. i forbindelse med skiftende idealer for malerier, digte, den velproportionerede menneskekrop, det smukke ansigt, kropsudsmykning, hårmode, tøjmode, osv. Skønhed kan således ikke måles objektivt, heller ikke grader af skønhed. Det, den ene finder smukt, kan være fuldstændig ligegyldigt for den anden.
På den anden side findes der en overordnet tendens til fælles smag og behag inden for en bestemt kultur eller inden for en bestemt gruppe, for eksempel en bestemt generation. Det er også blevet fremført, at et menneskes evne til at opfatte og bedømme skønhed kan trænes, og at eksperters bedømmelser af et kunstværks skønhed nærmer sig hinanden i det lange løb – f.eks. når et musikstykke af Mozart skal bedømmes. Disse forhold er blevet brugt som argumenter for, at skønhed (til en vis grad) er noget objektivt.

## Menneskelig skønhed
Menneskelig skønhed kan deles op i to: ydre skønhed og indre skønhed.
Ydre skønhed går på udseendet og er udtrykt i mode, kropsform og ansigtsform. Der kan skabes en forskønnelse af kroppen ved hjælp af hudpleje, hårpleje, makeup, tøjvalg, mm.
Indre skønhed bliver oftest set som godhed, barmhjertighed, hengivenhed og mental balance. Den indre skønhed i et menneske viser sig i dets handlinger.

## Æstetik
I den filosofiske disciplin æstetik arbejdes der videnskabeligt med skønhed, kunst og smag. Æstetikken fik lagt sin grundsten, da den tyske filosof Alexander Baumgarten udgav tobindsværket Aesthetica i 1750 og 1758. Heri indfører han en grundlæggende skelnen mellem logisk erkendelse og æstetisk erkendelse. Den logiske erkendelse handler om at opfatte sine omgivelser med sin forstand, mens den æstetiske erkendelse handler om at møde dem ”med følelserne forrest”.
Hans pointe er, at de to erkendelsesformer ikke er modstridende. Tværtimod: De supplerer hinanden. For at erkende noget fuldt ud, må man gå begge veje. Logik alene er ikke nok, og følelse alene er ikke nok.